# Байер, Николь
Николь Байер (англ. Nicole Byer; род. 29 августа 1986, Мидлтаун, Монмут, Нью-Джерси, США) — американская актриса (преимущественно озвучивания и кино), телеведущая, подкастер, модель и повар.

## Биография
Решила заниматься комедией с ранних лет, после смерти родителей. С ранних лет жила в Нью-Йорке, где обучалась импровизации.
С 2018 г. стала ведущей кулинарного шоу «Nailed It!», хотя по некоторым данным говорила что не любит готовить вместе с шоколатье Жаком Торресом. Данное шоу было отмечено большим успехом, и его смотрели многие родители с детьми. Также было отмечено что комедийный стиль Николь не предназначен для лиц моложе 16 лет ей самой и шоу в принципе постановочно.
Также участвовала в шоу «Кто хочет стать миллионером» с подругой Сашир Заматой. Ещё одним другом является комик Пол Шир с которым она сотрудничала как актриса озвучивания в «Семейка Грин в городе» и появлялась на его YouTube-канале.
Также ведёт подкаст Newcomers, в котором вместе с актрисой озвучивания и комиком Лорен Лэпкус смотрит культовые фильмы, в частности  «Звёздные войны».

### Актёрская карьера
Активно озвучивает мультфильмы (в том числе и Disney), например Принцессу Джаггс в «Звёздная принцесса и силы зла», Герти в «Амфибии», Кейтлин с бирюзовыми волосами и теоретика, верящего в различного вида заговоры Андромеду в «Семейка Грин в Городе». Одной из особенностей карьеры Николь как актрисы озвучивания является участие в как и успешных, но обычно, неодназначных комедийных проектах так и непринятых широким вниманием, а также отсутствие главных ролей, но приэтом не являясь актрисой озвучивания на постоянной основе, оставание узнаваемой, как например Эми Седарис, также озвучивающей мультфильмы Disney. Стала первой чёрной исполнительницей мамы Шэгги. Как актриса озвучивания выступает в роли простушки, суровой умной женщины, в редких случаях сексуальной охотницы, озвучивает также одну из эпизодических ролей в «Американском папаше».

### Личность
Известна как женщина без комплексов и в меру интеллегентная и чуть-чуть хамоватая. На шоу Конана О’Брайена в частности рассказала что имеет Google документ по классификации членов, толерантный человек, с собственным видением красоты. В Twitter также является активным пользователем и выделяется чувством юмора с сексуальным интересом и немного саркастичная. Часто фотографируется в бикини и выкладывает свои фотосеты в свободный доступ. Страдает от СДВГ.